# Hermanniella picea
Hermanniella picea är en kvalsterart som först beskrevs av Koch 1839.  Hermanniella picea ingår i släktet Hermanniella och familjen Hermanniellidae. Inga underarter finns listade i Catalogue of Life.